# Archieparquía de Alepo de los maronitas
La archieparquía de Alepo de los maronitas (en latín: Archieparchia Aleppensis Maronitarum y en árabe: أبرشية حلب المارونيّة‎) es una circunscripción eclesiástica de la Iglesia católica en Siria. Se trata de una archieparquía maronita inmediatamente sujeta al patriarcado de Antioquía de los maronitas. Desde el 31 de octubre de 2015 su archieparca es Joseph Tobji.

## Territorio y organización
La archieparquía extiende su jurisdicción sobre los fieles de rito antioqueno maronita residentes en las gobernaciones de Alepo, Hasaka, Idlib, Deir ez-Zor y Al Raqa. La eparquía está dentro del territorio propio del patriarcado de Antioquía de los maronitas.
La sede de la archieparquía se encuentra en la ciudad de Alepo, en donde se halla la Catedral de San Elías.
En 2020 en la archieparquía existían 4 parroquias.

## Historia
La primera mención de la presencia de maronitas en la ciudad de Alepo está contenida en la Crónica del patriarca jacobita Miguel el Sirio (f. 1199), que se refiere a los acontecimientos ocurridos en 727, cuando luego de una disputa con los melquitas de la ciudad, los maronitas fueron expulsados de Alepo. La presencia maronita se redujo así a unas pocas personas. Solo en el siglo XVII, gracias a la inmigración, la comunidad maronita de Alepo creció y se le otorgó un obispado, aunque tanto los nombres como la cronología de los primeros prelados son inciertos.
En 1675 se cuentan unos 1500 maronitas, mientras que diez años después su número ronda los 4000. El clero maronita era mayormente sin ninguna formación. Los misioneros capuchinos, los carmelitas y los jesuitas compensaron esa falta, y a su vez predicaron en las iglesias maronitas.
Entre los primeros obispos, el más conocido es Gabriel al-Blawzawi, elegido patriarca de la Iglesia maronita en 1704, sucediendo a Estephan Boutros El Douaihy. La fundación de la Orden de los Antonianos Maronitas se debe a él. Germanos Farhat, un hombre de cultura y estudioso de la lengua árabe, fue el primer obispo originario de Alepo y probablemente el primero en residir permanentemente en la ciudad.
La Iglesia maronita no estaba dividida en diócesis hasta que el 30 de septiembre de 1736 en el sínodo del Monte Líbano en el monasterio de Nuestra Señora en Louaizeh se decidió —siguiendo las decisiones del Concilio de Trento (1545-1563)— la erección canónica de 8 diócesis con límites definidos, cada una con un obispo residente y con autoridad ordinaria. Una de esas diócesis fue la eparquía de Alepo, cuya jurisdicción inicial fue fijada como:

I. Alepi, seu Beroae, et adjacentium Locorum.

La bula Apostolica praedecessorum del 14 de febrero de 1742 del papa Benedicto XIV, confirmó le decisión sinodal de subdividir el patriarcado en diócesis, su número y su extensión territorial. Sin embargo, el sínodo acordó que las diócesis no serían asignadas hasta que el número de obispos se redujera hasta 8, lo cual se puso en práctica durante el patriarcado de Youssef VIII Hobaish (1823-1845). 
Durante el episcopado de Paul Aroutin, la Iglesia maronita obtuvo el reconocimiento civil de las autoridades del Imperio otomano (1831), lo que permitió al obispo restaurar la antigua catedral de San Elías, ya atestiguada en el siglo XVII. La construcción de la catedral actual se debe a su sucesor Youssef Matar, obispo que participó en el Concilio Vaticano I y estableció en 1857 la Imprimerie de la nation maronite, la primera imprenta auténtica en la ciudad de Alepo. No está claro cuándo la eparquía de Alepo fue elevada a archieparquía, por lo que es posible que haya sido una autorecuperación paulatina del uso antiguo del rango por el obispo maronita de Alepo.
Hasta el genocidio de los cristianos durante la Primera Guerra Mundial el eparca de Alepo tenía jurisdicción sobre territorios del Imperio otomano que hoy son parte de Turquía: Alejandreta, Mersin, Tarso y Adana. La presencia de familias maronitas en Tarso se remonta al menos a 1827, cuando la Congregación de los Padres Maronitas Antoninos estableció una misión en la ciudad. Durante la guerra parte de la comunidad maronita huyó al Líbano y la iglesia maronita de San Jorge en Mersin fue transformada en mezquita. Para 1926 todas las propiedades de la Iglesia maronita fueron confiscadas por el nuevo Estado turco y la jurisdicción del eparca de Alepo cesó de hecho en Turquía. Actualmente unos 250 maronitas viven en Mersin y otro grupo menor en Tarso, asistidos por sacerdotes latinos. En 2012 el patriarca maronita Béchara Boutros Raï viajó a Turquía e inició a través del archieparca de Alepo el proceso de reclamación de la devolución de sus propiedades.
De 1954 a 1977 los obispos de Alepo también fueron administradores patriarcales de Latakia (hoy eparquía de Latakia de los maronitas).

## Estadísticas
Según el Anuario Pontificio 2021 la archieparquía tenía a fines de 2020 un total de 1600 fieles bautizados.
| Año                                                                             | Población            | Población | Población      | Sacerdotes | Sacerdotes    | Sacerdotes    | Bautizados por sacerdote | Diáconos permanentes | Religiosos | Religiosos | Parroquias |
| Año                                                                             | Bautizados católicos | Total     | % de católicos | Total      | Clero secular | Clero regular | Bautizados por sacerdote | Diáconos permanentes | Varones    | Mujeres    | Parroquias |
| ------------------------------------------------------------------------------- | -------------------- | --------- | -------------- | ---------- | ------------- | ------------- | ------------------------ | -------------------- | ---------- | ---------- | ---------- |
| 1959                                                                            | 2800                 | 1 500 000 | 0.2            | 7          | 7             |               | 400                      |                      |            |            | 3          |
| 1970                                                                            | 3200                 | 1 700 000 | 0.2            | 5          | 5             |               | 640                      |                      |            |            | 4          |
| 1980                                                                            | 3320                 | ?         | ?              | 6          | 6             |               | 553                      |                      |            |            | 2          |
| 1990                                                                            | 3230                 | ?         | ?              | 10         | 7             | 3             | 323                      |                      | 3          |            | 5          |
| 1998                                                                            | 4105                 | ?         | ?              | 10         | 8             | 2             | 410                      |                      | 2          |            | 4          |
| 2001                                                                            | 4105                 | ?         | ?              | 11         | 9             | 2             | 373                      |                      | 2          |            | 4          |
| 2002                                                                            | 4105                 | ?         | ?              | 9          | 9             |               | 456                      |                      |            |            | 4          |
| 2003                                                                            | 4105                 | ?         | ?              | 9          | 9             |               | 456                      |                      |            |            | 5          |
| 2004                                                                            | 4105                 | ?         | ?              | 9          | 9             |               | 456                      |                      |            |            | 5          |
| 2006                                                                            | 4000                 | ?         | ?              | 8          | 8             |               | 500                      |                      |            |            | 5          |
| 2009                                                                            | 4000                 | ?         | ?              | 7          | 7             |               | 571                      |                      |            |            | 5          |
| 2012                                                                            | 4000                 | ?         | ?              | 7          | 7             |               | 571                      |                      |            |            | 5          |
| 2015                                                                            | 4000                 | ?         | ?              | 7          | 7             |               | 571                      |                      |            |            | 4          |
| 2018                                                                            | 1600                 |           |                | 5          | 5             |               | 320                      |                      |            |            | 4          |
| 2020                                                                            | 1600                 | ?         | ?              | 5          | 5             |               | 320                      |                      |            |            | 4          |
| Fuente: Catholic-Hierarchy, que a su vez toma los datos del Anuario Pontificio. |                      |           |                |            |               |               |                          |                      |            |            |            |

## Episcopologio
- Elias 'Ehdeni † (1638-1659)
- Andraos Akhijan Abed Al Ghal † (mencionado en 1661)
- Joseph Hasrouni † (?-1663 falleció)
- Gabriel al-Blawzawi, O.A.M. † (1663-27 de mayo de 1705 elegido patriarca de Antioquía)
- Michel al-Blawzawi † (1705-1724 renunció)
- Germanos Farhat, O.L.M. † (1725-10 de julio de 1732 falleció)
- Germanos Hawacheb † (1732 consagrado-1762)
- Arsène Choukri † (1762-1786 falleció)
- Gabriel Konaider † (30 de septiembre de 1787 consagrado-15 de junio de 1802 falleció)
- Germanos Hawa † (1804-1827)
- Paul Aroutin † (1829-21 de abril de 1851 falleció)
- Youssef Matar † (6 de julio de 1851-14 de marzo de 1882 falleció)
- Paul Hakim † (1885-25 de febrero de 1888 falleció)
- Germanos Chemali † (1892-1895 falleció)
- Youssef Debs (Diab) † (22 de marzo de 1896-diciembre de 1912 falleció)
- Michele Akras † (24 de febrero de 1913-27 de octubre de 1945 renunció)[nota 1])
- Ignace Ziadé † (27 de abril de 1946-26 de enero de 1952 nombrado archieparca de Beirut)
- François Ayoub † (16 de abril de 1954-2 de junio de 1966 falleció)
- Joseph Salamé † (15 de marzo de 1967-9 de junio de 1990 retirado)
- Pierre Callaos † (9 de junio de 1990-16 de marzo de 1997 falleció)
- Youssef Anis Abi-Aad, Ist. del Prado † (7 de junio de 1997-11 de noviembre de 2013 renunció)
- Joseph Tobji, desde el 31 de octubre de 2015